# Levo Leve
Levo Leve, auch Leve Leve, Levo Leven, Leno Leve (falsche Namensform) (* um 1450 auf der Insel Strand; † nach 1495 in Lübeck) war ein deutscher römisch-katholischer Geistlicher, Domherr in Schleswig und Lübeck und von 1475 bis 1492 Propst von Eiderstedt.

## Leben

### Familie
Levo Leve war der zweite Sohn des Strander Stallers Laurens Leve und dessen Frau Eyge oder Ide Wunkesen († nach 1492). Seine Familie besaß seit Generationen Privilegien, die sie dem Adel gleichstellten. 1461 erhielt sie durch König Christian I. die Adelsanerkennung und ein Wappen, das zwei goldene, als Schragen gekreuzte Schwerter im roten Wappenschild zeigt.
Der 1522 als Staller erwähnt Laurens Leve der Jüngere war vermutlich Levo Leves älterer Bruder. Von seinen vier Schwestern heiratete Anneke (von Lewen) den Lübecker Bürgermeister Johann Wickinghof, Vater des Lübecker Ratsherren Lambert Wickinghof. Die Wickinghofs gehörten der Zirkelgesellschaft an. Auch seine Schwester Katharina († 1519) heiratete in das Patriziat der Hansestadt ein als Ehefrau des Mitglieds der Zirkelgesellschaft Johann Lüneburg. Eine dritte Schwester war mit Edleff Knudsen aus einer anderen bedeutenden Strander Familie verheiratet, der 1472 für seine Beteiligung am Aufstand Gerds von Oldenburg gegen seinen Bruder König Christian I. hingerichtet wurde.

### Domherr in Schleswig und Lübeck
1459 stiftete sein Vater für ihn eine Vikarie am Schleswiger Dom, die Levo 1464 schon innehatte, obwohl er zu diesem Zeitpunkt höchstens 15 Jahre alt war. 1465 immatrikulierte er sich an der Universität Rostock. 1468 erwarb sein Vater durch eine Dispens von Papst Paul II. dem noch unmündigen Sohn das Anrecht auf weitere geistliche Stellen. Levo Leve wurde Domherr in Schleswig und Lübeck und Pfarrherr (Pleban) der Lübecker Jakobikirche. 1468/69 wurde er in Rostock zum Bakkalar promoviert und 1471/72 zum Magister. Mitte bis Ende der 1470er Jahre hielt er sich zum Studium des Kirchenrechts an der Universität Perugia auf, das er mit der Promotion zum Doctor abschloss. Von 1475 bis 1492 war Levo Leve Propst von Eiderstedt. 

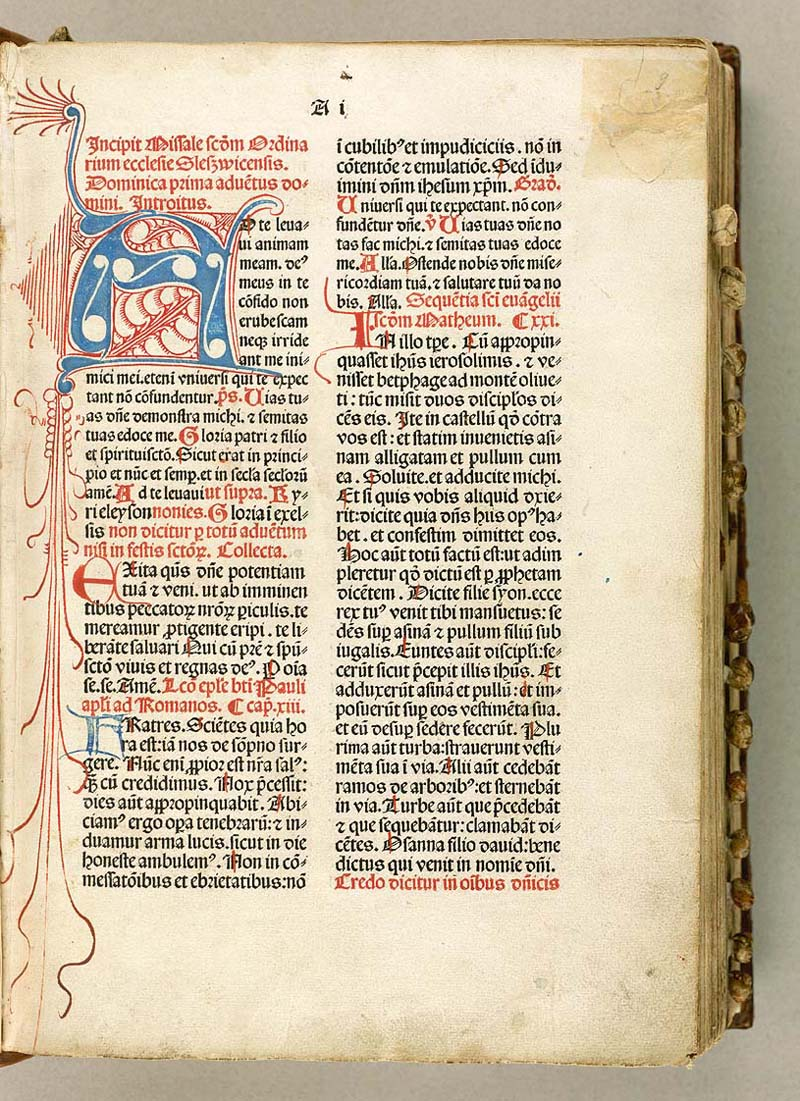
Erste Seite des von den Leves finanzierten Missale Slesvicense mit dem Proprium für den 1. Adventssonntag

In Perugia lernte er 1480 Steffen Arndes kennen und arbeitete erstmals mit ihm zusammen. In Lübeck begegnete er um 1485 dem Drucker wieder und vermittelte ihn an seinen Vater, der das Missale Slesvicense finanzierte. Laurens Leve und Steffen Arndes gingen eine Gesellschaft ein, die erst 1494 in gegenseitigem Einvernehmen aufgelöst wurde, wobei Levo Leve in der Auseinandersetzung der Gesellschaft als Bevollmächtigter seines Vaters auftrat. Als Teil des im Lübecker Niederstadtbuch beurkundeten Auflösungsvertrages erhielt Arndes die Werkstatt mit allem Zubehör, Laurens Leve aber 37 Papier- und fünf Pergament-Exemplare des Missale in Rohbögen, 90 gebundene Exemplare des ebenfalls von Arndes gedruckten Breviarium Slesvicense sowie 400 Exemplare des Plenars im Wert von insgesamt ~700 Lübische Mark. Weitere je 1000 Exemplare des Plenars sowie einer wohl niederdeutschen Ausgabe der Legenda aurea überließ Arndes den Leves 1498.
1488 gehörte Levo Leve zu den Schleswiger Domherren, die Enevold Sövenbröder gegen den Willen von Papst Innozenz VIII. zum Bischof von Schleswig wählten. Der nächste Papst Alexander VI. verhängte über die widerständigen Domherren die Exkommunikation und setzte so den päpstlichen Kandidaten Bischof Eggert Dürkop durch. Vermutlich als Konsequenz der Auseinandersetzungen um die Bischofswahl gab Levo Leve im Mai 1492 sein Schleswiger Kanonikat zusammen mit der Praepositur in Eiderstedt zugunsten von Kerstianus (Karsten/Christian) Leve auf und erhielt dafür dessen Schleswiger Vikarie am Altar der heiligen Maria und der Heiligen Philippus und Jacobus.
Als Kapitular des Lübecker Domkapitels wurde er im Lübecker Dom begraben. Seine nicht erhaltene Grabplatte befand sich im südlichen Chorumgang nahe der Skulptur der Geißelung Jesu (retro Chorum in latere australi prope bajulationem nostri salvatoris). Seine Kurie ging vermutlich 1515 an den späteren Domdekan Johannes Brandes (1467–1531).